# Albania na Letnich Igrzyskach Olimpijskich Młodzieży 2010
Albanię na Letnich Igrzyskach Olimpijskich Młodzieży 2010 w Singapurze reprezentowało 4 sportowców w 4 dyscyplinach.

## Skład kadry

### Judo

#### Dziewczęta
- Julanda Bacaj

kategoria do 63 kg dziewcząt

### Lekkoatletyka

#### Chłopcy
| Atleta       | Konkurencja        | Eliminacje | Eliminacje | Finały | Finały |
| Atleta       | Konkurencja        | Czas       | Msc.       | Czas   | Msc.   |
| ------------ | ------------------ | ---------- | ---------- | ------ | ------ |
| Julsian Gega | bieg na 100 metrów | DSQ        | [ b ]      | DNS    | [ d ]  |

### Pływanie

#### Dziewczęta
| Atleta    | Konkurencja            | Eliminacje | Eliminacje | Półfinał | Półfinał | Finał | Finał |
| Atleta    | Konkurencja            | Czas       | Msc.       | Czas     | Msc.     | Czas  | Msc.  |
| --------- | ---------------------- | ---------- | ---------- | -------- | -------- | ----- | ----- |
| Reni Jani | 50 m stylem dowolnym   | 30,99      | 5.         | [ f ]    | [ f ]    | [ f ] | [ f ] |
| Reni Jani | 50 m stylem motylkowym | 34,43      | 8.         | [ f ]    | [ f ]    | [ f ] | [ f ] |

### Wioślarstwo

#### Chłopcy
| Atleta       | Konkurencja | Eliminacje | Eliminacje | Repesaże | Repesaże | Półfinały | Półfinały | Finały  | Finały |
| Atleta       | Konkurencja | Czas       | Msc.       | Czas     | Msc.     | Czas      | Msc.      | Czas    | Msc.   |
| ------------ | ----------- | ---------- | ---------- | -------- | -------- | --------- | --------- | ------- | ------ |
| Marsel Nikaj | jedynki     | 3:28,75    | 3.         | 3:29,47  | 2.       | 3:34,61   | 5.        | 3:31,61 | 4.     |